# André Druelle
Pour les articles homonymes, voir Druelle.
André Druelle (1895-1991) est un écrivain français.

## Biographie
André Druelle est né à Pinon (Aisne) le 5 février 1895, dans une famille bourgeoise. Après un baccalauréat (philosophie), il étudie le droit à Paris, qu'il abandonne pour le métier de cultivateur. En 1922, il s'installe dans une ferme en Normandie, région qu'il ne quittera plus. En 1932, il achète une ferme à Écorcheville. Il prend sa retraite en 1971 au Breuil-en-Auge.
Il est découvert en tant que poète par Georges Duhamel, qui le fait connaître à Jean Paulhan, ce qui amène ce dernier à inclure André Druelle dans le « Tableau de la poésie en France » que La Nouvelle Revue française publie en 1933.  Cet authentique poète-paysan commence à publier très tard. Grâce à Fernand Gregh, son premier recueil, La terre est en sève, paraît en 1936. Henri Pourrat cite le recueil dans la NRF de janvier 1937, puis Paulhan en mars de la même année. Ses poèmes ont un ton à la fois "péguyste" et "jammiste", de belles couleurs naturelles, une forte santé terrienne.
Il meurt le 24 septembre 1991.

## Œuvres
- Poème pour oublier une fenaison gâchée, l'Arbre, 1987
- Diptyque, Ch. Corlet, 1985
- Phantasmes, Séquences, 1984
- Fleurs d'amitié, André Druelle, Claude Le Roy, Adrienne Savatte ; illustrations Claren et Bertrand Savatte, Ch. Corlet, 1983
- Saga II : Runes, roman, J. P. Louis, 1981
- La Normandie raconte.  Les 300 meilleures nouvelle d'expression française, Jean de la Varende, Michel de Saint-Pierre, Louis Costel, Marcelle Darthenay, Robert Delahaye, André Druelle, Yves Jacob, Irène Le Cornec, Claude Le Roy…, le Cercle d'or, 1975
- Saga, roman, Le Cercle d'or, 1972
- Florilège poétique de André Druelle, Amitié par le livre, 1960
- Sous le signe de la croix, poèmes, dessin de Jeanne Esmein, Subervie, coll. « Visages de ce temps » 5, 1959
- Séquences, prose, Lucien Jacques, « Les Cahiers de l'Artisan », , 1956 ; réédition Éditions du Lérot, 1983
- Pour un départ, Lucien Jacques, « Les Cahiers de l'Artisan », 1955
- France, F. Sorlot, 1943
- Florilège poétique de André Druelle, présenté par André Lebois, portrait et dessins de Michel Frérot, l'Amitié par le livre, s. d.
- La terre est en sève, Kra, Sagittaire, 1936 ; réédition La terre est en sève, poèmes choisis et présentés par Jean Le Mauve, l'Arbre, 1979
- « Écoute Noémie », poème, dans Tableau de la poésie en France (I), La Nouvelle Revue française, n° 241, octobre 1933, p. 487-489

## Réception critique
- « Saga est donc fait de scènes courtes, brusquement rompues, mais entre lesquelles un lien demeure, invisible et présent, comme c'était le cas dans 42e Parallèle, de John Dos Passos, par exemple, ou dans certains scénarios de Dreyer. Une même, et pressante, et quotidienne nécessité, — faire suer à la terre la sueur qui nourrit, — unit cette fourmilière de passants, pour la plupart plus morts que vifs, car la paix tue autant que la guerre. La guerre (les deux guerres) fut l'événement capital de ces vies de terriens, envoyés au front, renvoyés blessés, gazés, diminués par la paresse ou l'alcool. Ces « pauvres héros aux mains vides, au cœur lourd », n'ont pas de nom, seulement des prénoms ou des sobriquets. C'est, dans les bas-fonds de la paysannerie, l'effrayant anonymat des campagnes, parmi les bêtes dont la santé importe plus que celle des hommes. Druelle puise aux parlers de tout un siècle, — il est question de Dreyfus comme de la Résistance, — et de trois secteurs : le Soissonnais, l'Eure beauceronne, la vallée de la Touques : il y aura matière, pour les linguistes, à mainte thèse sur ce langage ramené au jour. »[5]
- « Toute âme accoutumée à un accent authentique n'a pas une seconde de doute voilà un poète. La terre est en sève porte des cris tragiques, des paysages frémissants, des tableaux cocasses ou galants de la vie paysanne. » Maurice Noël, Le Figaro littéraire 22 mai 1937 lire en ligne sur Gallica

## Distinctions
- Prix Caroline Jouffroy-Renault, prix annuel de poésie, 1943[6]
- Mandat des Poètes 1961 ; Prix Francis Jammes, 1969 ; Prix de l'Académie de Bretagne, 1972[7]